# Posener Zeitung
Die Posener Zeitung (1794–1806 Südpreußische Zeitung, 1815–1848 Zeitung des Großherzogthums Posen) war eine deutschsprachige Tageszeitung in Posen von 1794 bis 1919.

## Geschichte
1794 gründete Friedrich Philipp Rosenstiel mit seinem Schwager, dem Buchdrucker Georg Jacob Decker, die Südpreußische Zeitung in Posen, ein Jahr nach der preußischen Annexion des Gebietes. Sie erschien anfangs zweimal wöchentlich mittwochs und sonnabends mit jeweils etwa 250 Exemplaren. Sie gab vor allem offizielle Informationen für die deutschsprachige Bevölkerung der Provinz Südpreußen heraus, die anfangs vor allem aus Beamten und Militärs bestand. Seit 1796 gab es auch eine polnischsprachige Ausgabe mit fast identischem Inhalt. Seit 1806 hieß sie Posener Zeitung, jetzt im  Herzogtum Warschau, das unter französischer Schutzherrschaft stand.
Nach der preußischen Rückeroberung der Stadt  wurde sie 1815 als Zeitung für das Großherzogthum Posen vertrieben. Seit 1831 erschien sie sechsmal wöchentlich. 
Seit 1848 war der Name wieder  Posener Zeitung. Sie vertrat in dieser Zeit meist gemäßigte politische Positionen. In den Jahren 1855 und 1856 erhielt sie staatliche Zuschüsse.
Seit 1862 gab es mit dem Posener Tageblatt eine  zweite wichtige Tageszeitung in  der Stadt.
1919 wurde das Erscheinen der Posener Zeitung nach der Übernahme der Stadt durch Polen eingestellt.

## Persönlichkeiten
- Friedrich Philipp Rosenstiel, Besitzer 1794–1832
- Georg Jacob Decker, Drucker 1794–
- Friedrich Schoell, Redakteur 1794–
- Johann Samuel Kaulfuß, Redakteur, Gymnasialdirektor
- Müller,  Chefredakteur 1831– , Gymnasialdirektor
- Karl Anton Wilhelm von Rosenstiel, Besitzer 1832– [5]
- Carl Hensel, Chefredakteur 1848– , Schulrektor